# Щураков, Сергей Михайлович
Серге́й Миха́йлович Щурако́в (23 февраля 1960, Ленинград — 7 августа 2007, Санкт-Петербург) — советский и российский рок-музыкант.

## Биография
Сергей Михайлович Щураков родился 23 февраля 1960 года в Ленинграде.
Учился игре на баяне в музыкальной школе и музыкальном училище имени Мусоргского. Был преподавателем в музыкальной школе, концертмейстером в музыкальном училище имени Мусоргского и Институте культуры, работал в Ленконцерте.
В 1987—1997 годах был участником группы «Аквариум», попутно играя в проекте Сергея Курёхина «Поп-механика» и группе Дюши Романова «Трилистник». Участник нескольких составов «Аквариума»: «Аквариум 1.0», «БГ-Бэнд» и «Аквариум 2.0». Сергей Щураков является соавтором музыки «Митиного вальса», «Серебряной розы», «Черного брахмана», «Св. Германа» и некоторых других песен «Аквариума». При участии Щуракова были записаны альбомы «Аквариума»: «Равноденствие», Чёрная роза — эмблема печали, красная роза — эмблема любви", «История „Аквариума“. Архив том 3», «Библиотека Вавилона», «Письма капитана Воронина», «Наша жизнь с точки зрения деревьев», «Феодализм», «Пески Петербурга», «Кострома mon amour», «Навигатор», «Снежный лев», «Гиперборея», «Русский альбом», «Беспечный русский бродяга», «Воздухоплавание в компании сфинксов». В середине 1990-х основал собственную группу «Вермишель Orchestra», лидером которой являлся до смерти.
Среди других работ — партии аккордеона в первых записях группы «Колибри», в проекте «Митьковские песни», в одном из вариантов заглавной песни альбома Леонида Фёдорова «Таял».
По версии эссе внутри альбома Аквариума «Кострома mon amour», к моменту записи альбома был практически слеп.
Умер в ночь с 6 на 7 августа в Санкт-Петербурге на 48-м году жизни, около 3 часов ночи, в больнице НИИ скорой помощи города Санкт-Петербурга от отёка легких. Похоронен 9 августа в 13 часов 20 минут на Волковском кладбище Санкт-Петербурга.